# Ernst Einsiedel
Ernst Einsiedel (* 29. Juli 1941 in Eibenstock) ist ein ehemaliger deutscher Fußballspieler.
Ernst Einsiedel spielte in seiner Jugend bei Wismut Eibenstock. 1960 wechselte er zum SC Wismut Karl-Marx-Stadt und spielte dort bis 1975, ab 1963 gehörte die Fußballmannschaft wieder der BSG Wismut Aue an. Zu seinem ersten Oberliga-Spiel kam er am 13. September 1961 im Heimspiel gegen den SC Motor Jena (2:0). Von 1961 bis 1975 bestritt der Stürmer insgesamt 260 Oberliga-Spiele und erzielte dabei 61 Tore.
Sein letztes Meisterschaftsspiel absolvierte Einsiedel am 24. Mai 1975 zu Hause gegen den FC Rot-Weiß Erfurt. In diesem Spiel rettete sich Wismut Aue mit einem 2:1 in letzter Minute vor dem Abstieg in die DDR-Liga.
Ernst Einsiedel war zu seinen Glanzzeiten einer der besten Stürmer in der DDR-Oberliga und zeichnete sich durch Schnelligkeit und Durchsetzungsvermögen aus. Am gefürchtetsten waren seine langgezogenen Dribblings. Zum Ende seiner Karriere wurde er von Trainer Bringfried Müller auf der Außenverteidigerposition eingesetzt.
Zu internationalen Einsätzen kam Einsiedel nicht, weil BSG-Spieler so gut wie keine Chance hatten, in Auswahlmannschaften zu spielen. Seine einzige Berufung in die Nationalmannschaft der DDR erhielt er, als Georg Buschner zum ersten Mal als Nationalmannschaftstrainer fungierte. Doch beim 1:1 in Kraków gegen Polen saß Ernst Einsiedel nur auf der Bank.
Nach seiner Karriere war Ernst Einsiedel jahrelang Sektionsleiter bei Wismut Aue.
Er hat zwei Söhne und eine Tochter. Sohn Ulf wurde später ebenfalls Oberligaspieler bei der BSG Wismut Aue. Zwischen 1986 und 1989 absolvierte er 42 Oberligaspiele (zwei Tore).